# Dis, quand reviendras-tu ?
Pour l'album, voir Dis, quand reviendras-tu ? (album).
Dis, quand reviendras-tu ? est une chanson de Barbara. Elle sort en 1962.
Cette chanson – composée pour le grand amour d'alors de Barbara, Hubert Ballay, diplomate officieux de la post-décolonisation, auteur-compositeur, directeur artistique chez Barclay,  futur auteur de Wattoo-Wattoo et homme d'affaires – a pour narratrice une femme séparée de son amoureux, à qui elle s'adresse dans l'attente de son retour.

## Historique
Barbara rencontre Hubert Ballay, diplomate en Côte d'Ivoire en 1959. Elle part vivre trois mois avec lui en 1961, à Abidjan où elle chante dans le plus célèbre  cabaret de strip-tease local, « Le Refuge », ouvert par le truand Jo Attia qui a engagé la chanteuse, charmé par sa voix. Rentrée à Paris, la chanteuse attend pendant des mois le retour de son amant alors que ce dernier, passionné par l'Afrique, demande à l'artiste de quitter L'Écluse, le cabaret parisien de la rive gauche, pour le rejoindre. Elle lui écrit deux cents lettres et lui dédie une de ses toutes premières chansons, dans laquelle elle le menace de trouver un consolateur : « J'irais me réchauffer à un autre soleil ». Lorsque Ballay revient finalement s'installer en France, la rupture est consommée. Barbara aura d'autres amours comme le peintre Luc Simon, l'acteur Pierre Arditi ou l'accordéoniste Roland Romanelli.

## Composition
La forme de poème régulier, très maîtrisée, en fait un classique de la chanson française. Elle se compose de trois couplets, des huitains en alexandrins, et d'un refrain, un sizain d'hexasyllabes. Les rimes sont suivies.
Le refrain se compose de deux phrases interrogatives, mais se ferme sur un point d'exclamation à l'évocation du temps perdu.
Le texte ne donne pas le genre ou le sexe des personnages, sauf dans les deux derniers vers (« Je ne suis pas de celles qui meurent de chagrin / Je n'ai pas la vertu des femmes de marins »). Il existe une variante du dernier vers pour les hommes (« des chevaliers anciens »)[réf. nécessaire].
En 1967, Barbara sort une version allemande (adaptée par Walter Brandin (de)), intitulée Sag, wann bist du bei mir ? (voir album Barbara singt Barbara).

## Allusion
En 2010, Camélia Jordana interprète « Non Non Non (Écouter Barbara) », chanson écrite par Doriand et mise en musique par Edgar Ficat, et La Fiancée. Elle fait directement référence, soit par le titre à Barbara soit dans la chanson, aux paroles « Dis, quand reviendras-tu ? »

## Reprises
Dis quand reviendras-tu ? a souvent été reprise, aussi bien par des chanteurs que par des chanteuses, parmi lesquels :

(L'année correspond à la sortie de l'album contenant l'enregistrement studio de la version)
- Thomas Guerlet et Miki (2021)
- Thierry Amiel [réf. nécessaire]
- Ann'so avec Roland Romanelli (2002)
- Jean-Louis Aubert (live, titre non enregistré sur disque)
- Marie-Paule Belle (2001)
- Bénabar (live, (2004)
- Benjamin Biolay (2004) (album de Daphné Treize chansons de Barbara)
- Fanny Bloom (2016)
- Patrick Bruel (2015)
- Julien Clerc (2021)
- Nicole Croisille (sur une compilation multi-artistes Atlas de 1963) et live en  1997
- Gérard Depardieu (2017)
- Eva  (1965)
- Nilda Fernández  (1999)
- Nicolas Fraissinet (live, album de 2015)
- La Grande Sophie (2009)
- Corinne Hermès (2019)
- Nolwenn Leroy[5] et sur disque de (2017)
- Mouloudji (1965)
- Nana Mouskouri (sur l'album Forever Young, 2018)
- Ginette Ravel (live, album de 1966)
- Mathieu Rosaz (2013)
- Romane Serda (2018)
- Yvette Théraulaz (2017)
- Cora Vaucaire (1963)
- Vianney (2014)
- Martha Wainwright (album Martha Wainwright sur le label australien Shock, 2005)
- Wende (2006)
- Wafa Ghorbel en arabe (dialecte tunisien)